# Goryphus vinodi
Goryphus vinodi là một loài tò vò trong họ Ichneumonidae.